# Panorpa punctata
Panorpa punctata är en näbbsländeart som beskrevs av Johann Christoph Friedrich Klug 1838. Panorpa punctata ingår i släktet Panorpa och familjen skorpionsländor. Inga underarter finns listade i Catalogue of Life.